# Camponotus mus
Camponotus mus é uma espécie de inseto do gênero Camponotus, pertencente à família Formicidae.